# Weronika Biela-Nowaczyk
Weronika Biela-Nowaczyk (ur. 15 września 1991 w Zakopanem) – polska snowboardzistka, uczestniczka igrzysk olimpijskich w 2018 i 2022. Mistrzyni uniwersjady i Polski.
Początkowo uprawiała narciarstwo alpejskie. Na snowboardzie zaczęła jeździć w wieku 16 lat. 
Ukończyła studia z zakresu fizyki doświadczalnej i matematyki stosowanej na Uniwersytecie Jagiellońskim. Następnie rozpoczęła studia doktoranckie w Zakładzie Fizyki Jądrowej UJ. Pracę naukową łączyła ze sportem, a wyczynowe uprawianie snowboardingu zakończyła po igrzyskach olimpijskich w Pekinie w 2022.
Jej mężem jest snowboardzista Michał Nowaczyk.

## Wyniki
- igrzyska olimpijskie
  - Pjongczang 2018:
    - slalom gigant równoległy – 24. miejsce

  - Pekin 2022:
    - slalom gigant równoległy – 22. miejsce
- Mistrzostwa Świata
  - Stoneham 2013
    - slalom równoległy – 30. miejsce
    - slalom gigant równoległy – 28. miejsce

  - Kreischberg 2015
    - slalom równoległy – 35. miejsce
    - slalom gigant równoległy – 33. miejsce

  - Sierra Nevada 2017
    - slalom równoległy – 20. miejsce
    - slalom gigant równoległy – 30. miejsce

  - Park City 2019
    - slalom gigant równoległy – zdyskwalifikowana
- Uniwersjada
  - Trydent 2013
    - slalom gigant równoległy – 32. miejsce

  - Ałmaty 2017
    - slalom równoległy – 1. miejsce
- Mistrzostwa Polski
  - Suche 2017
    - slalom równoległy – 8. miejsce[3]
    - slalom gigant równoległy – 1. miejsce[4]